# Centrale de Rapide-2
La centrale de Rapide-2 est une centrale hydroélectrique et un barrage d'Hydro-Québec érigés sur la rivière des Outaouais, à Rouyn-Noranda, dans la région administrative de l'Abitibi-Témiscamingue, au Québec. Cette centrale, d'une puissance installée de 61 MW, a été mise en service en 1954. Sa production annuelle était estimée à 400 GWh en 2004.

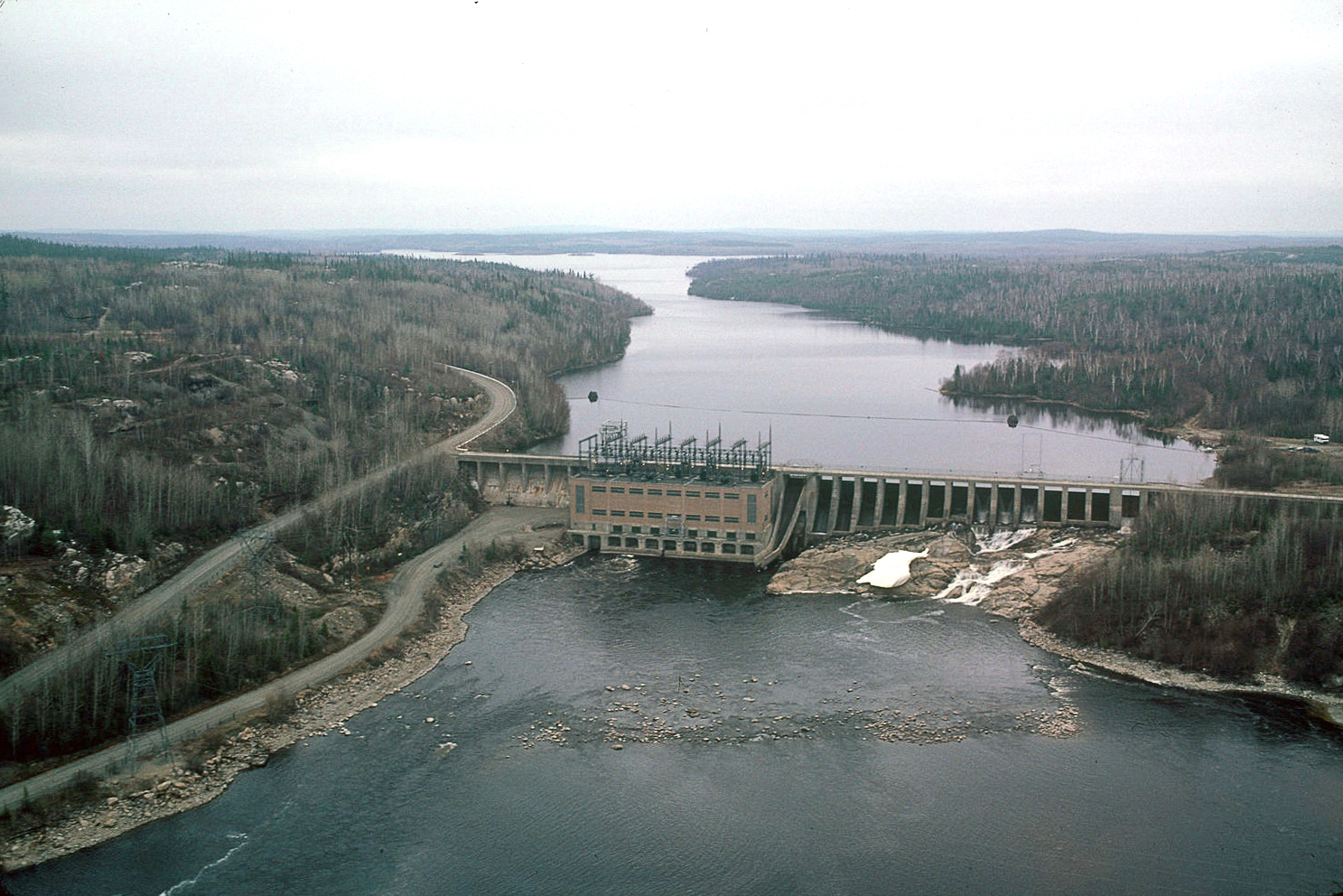
Hydro-Québec. Centrale de Rapide-2 en 1983